# Polluciet
Het mineraal polluciet is een gehydrateerd cesium-natrium-aluminium-silicaat met de chemische formule (Cs,Na)2Al2Si4O 12·(H2O). Het tectosilicaat behoort tot de zeolieten.

## Eigenschappen
Het doorzichtig kleurloze, witte, grijze, vaalroze of blauwe polluciet heeft een doffe tot glasglans, een witte streepkleur en het mineraal kent geen splijting. Het kristalstelsel is kubisch. Polluciet heeft een gemiddelde dichtheid van 2,9, de hardheid is 6,5 en de radioactiviteit van het mineraal is nauwelijks meetbaar. De gamma ray waarde volgens het American Petroleum Institute is 484,85.

## Naamgeving
Het mineraal polluciet is genoemd naar de Griekse mythologische figuur Pollux, tweelingbroer van Castor, vanwege de gelijkenis met castoriet (petaliet).

## Voorkomen
Polluciet is een vrij zeldzame zeoliet door de cesium-inhoud, en wordt gevormd in lithiumrijke granitische pegmatieten. De typelocatie is gelegen op Elba, Italië. Het wordt ook gevonden in de Shigar mijn, Dossu, Skardu, Pakistan.